# Télétraineau

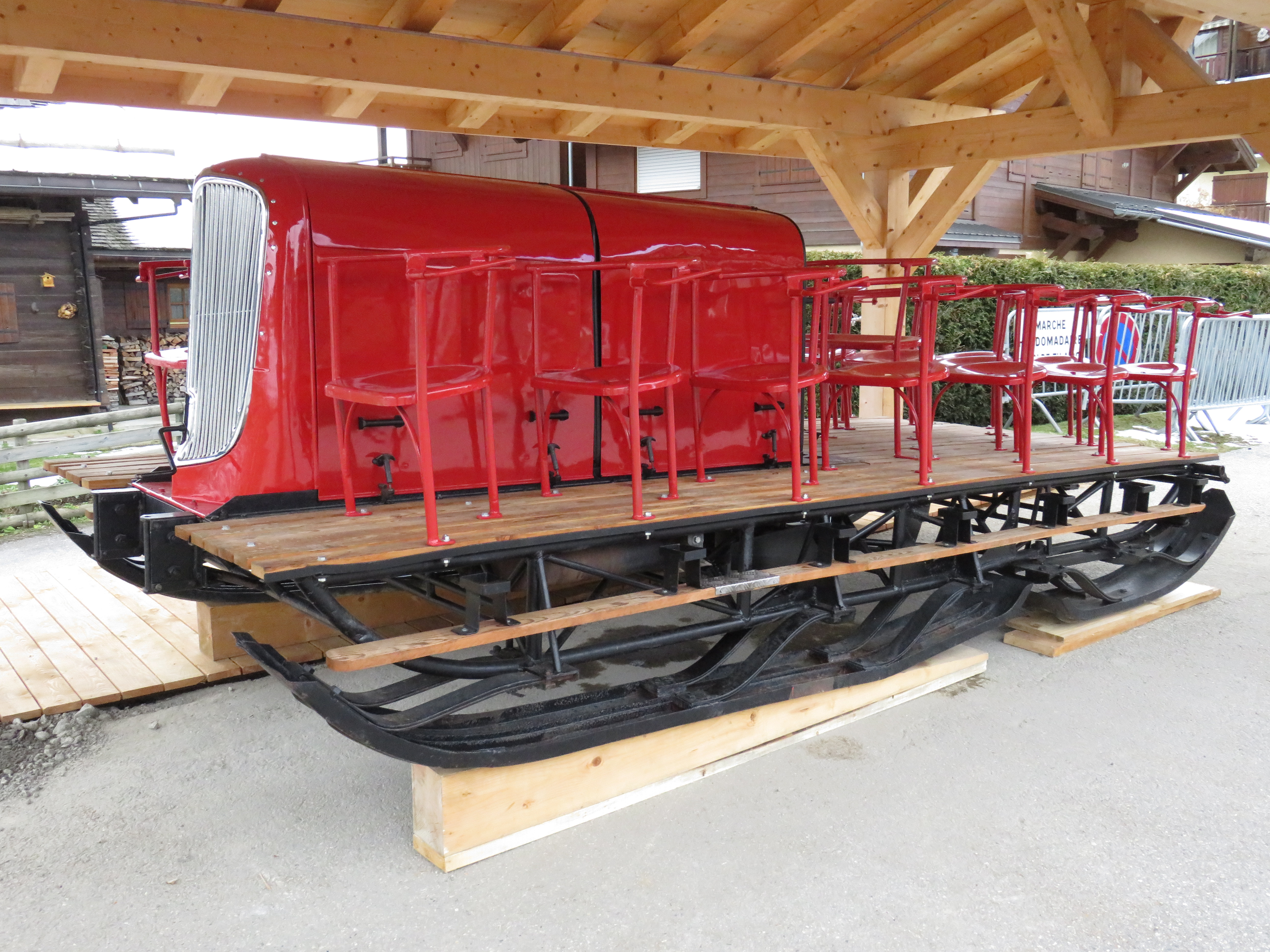
Le télétraineau de Notre-Dame-de-Bellecombe en France en 2017, alors restauré.

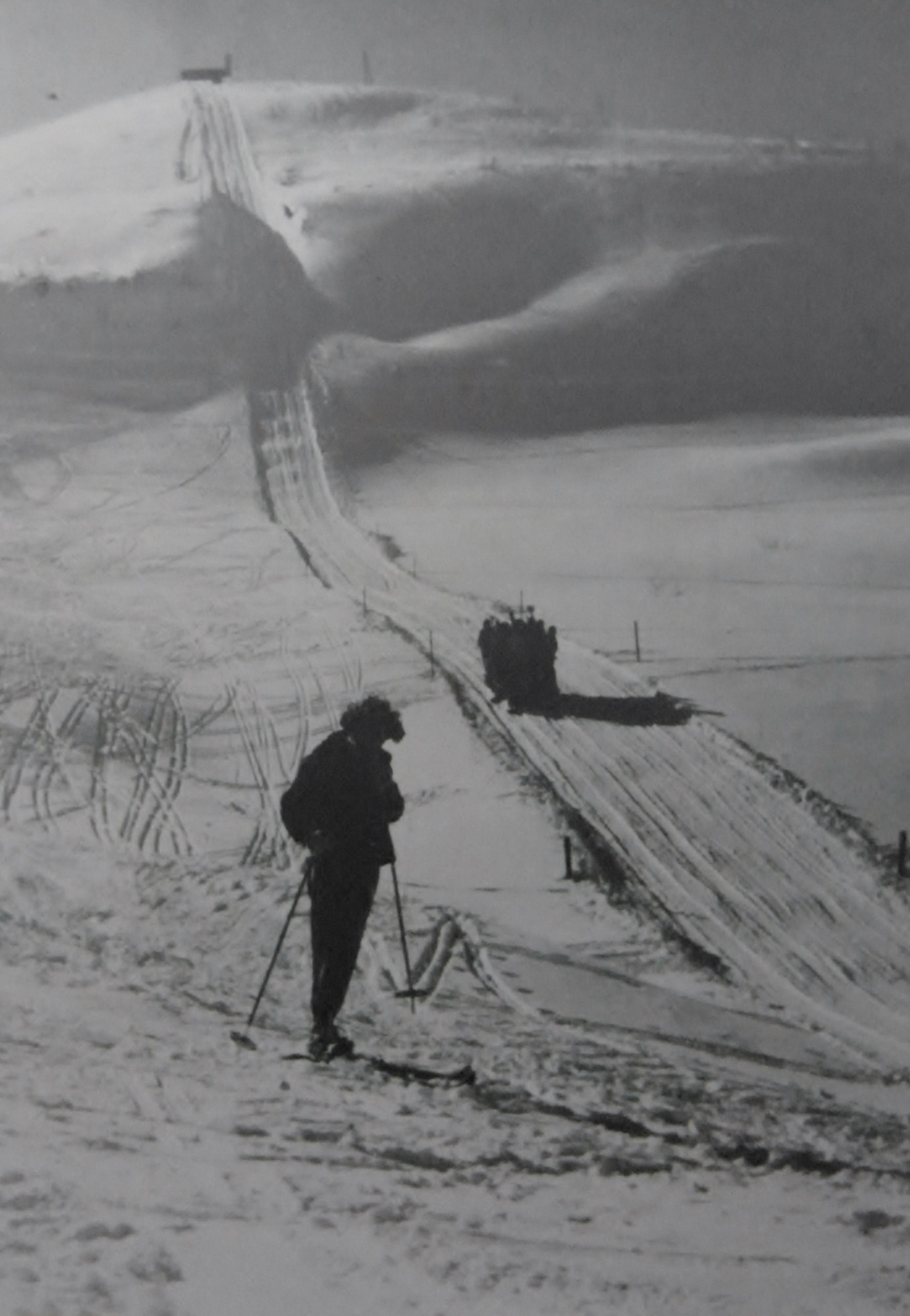
Le télétraineau du Monte Bondone en 1935 en Italie.

Le télétraineau est un type de remontée mécanique qui se présente sous la forme d'un traîneau tracté par un câble afin de remonter une pente et de transporter des passagers — typiquement des skieurs.

## Caractéristiques
Bien que leurs caractéristiques soient différentes, il est parfois présenté comme l'ancêtre du téléski, leurs apparitions et développements étant simultanés dans l'entre-deux-guerres ; la seule similitude entre télétraineau et téléski tient au fait que ce sont les seules remontées mécaniques à assurer un transport terrestre sur neige et non aérien contrairement aux télésièges, télécabines, téléphériques, etc.

## Histoire
Sa période d'usage n'a pas dépassé la moitié du XXe siècle, les stations de sports d'hiver préférant alors après-guerre l'installation de remontées mécaniques aériennes — dont le télésiège récemment mis au point — et surtout de téléskis.
Du fait la période relativement courte durant laquelle ils ont été utilisés et du faible nombre général d'appareils de remontées mécaniques dans les stations en raison du développement naissant des sports d'hiver, peu de télétraineaux ont été construits. En France, Notre-Dame-de-Bellecombe en a connu un de 1937 à 1939 et de 1946 à 1948 sur les pentes du mont Reguet, la Clusaz de 1933 à 1945 sur les pentes du crêt du Merle. En Italie, il a existé un télétraineau sur les pentes du Monte Bondone.